# Octobranchus sexlobatus
Octobranchus sexlobatus är en ringmaskart som beskrevs av Hartmann-Schröder och Rosenfeldt 1989. Octobranchus sexlobatus ingår i släktet Octobranchus och familjen Trichobranchidae. Inga underarter finns listade i Catalogue of Life.